# 贵杭高速动车组列车
贵杭高速动车组列车是中国铁路运行于浙江省省会杭州市杭州东站及贵州省省会贵阳市贵阳北站的高速动车组列车，途经浙江省、江西省、湖南省、贵州省四省，运营里程1630公里，现由成都局集团贵阳客运段担当。其中杭州东站至贵阳北站运行7小时48分，使用车次为G1331次，贵阳北站至杭州东站运行7小时55分，使用车次为G1332次。

## 历史
2016年5月15日，新增杭州东~贵阳北G1331/1332次列车。
2023年10月11日至2024年1月9日，受沪昆高铁怀化南至贵阳北段病害整治影响，G1331/1332次列车临时停运。
2025年1月5日，新增杭州东～贵阳北G2159/2160次列车。
2025年7月1日，为配合沪昆高铁杭州至长沙段达速运行，G2159/2160次列车延长至上海虹桥站始发终到并调整为大站快车，车次调整为G357/354次。

## 使用列车
本对列车使用配属成都局集团贵阳北动车运用所的CRH380D。